# Меульяно
Меульяно (італ. Meugliano, п'єм. Mulian) — муніципалітет в Італії, у регіоні П'ємонт,  метрополійне місто Турин.
Меульяно розташоване на відстані близько 550 км на північний захід від Рима, 50 км на північ від Турина.
Населення — 85 осіб (2014).
Щорічний фестиваль відбувається 24 серпня. Покровитель — святий Варфоломій.

## Демографія
Населення за роками:

Станом на 31 грудня 2014 року в муніципалітеті офіційно проживали 2 іноземці з 2 країн, серед них 1 громадянин країн Євросоюзу.

## Сусідні муніципалітети
- Аліче-Суперіоре
- Броссо
- Кастелламонте
- Луньякко
- Руельйо
- Траверселла
- Траузелла
- Віко-Канавезе